# Emmesomyia scutellata
Emmesomyia scutellata är en tvåvingeart som först beskrevs av Stein 1911.  Emmesomyia scutellata ingår i släktet Emmesomyia och familjen blomsterflugor.
Artens utbredningsområde är Bolivia. Inga underarter finns listade i Catalogue of Life.